# Stazione di Bettole di Varese
La stazione di Bettole di Varese era posta lungo la ferrovia Varese-Ghirla chiusa il 28 febbraio 1955, e della tranvia Varese-Prima Cappella-Vellone, attiva fino al 31 luglio 1953.

## Storia
Sul finire dell'Ottocento la Società Anonima Varesina per una Tranvia Varese-Prima Cappella (SV) aveva deciso di impiantare una tranvia elettrica fino alle pendici del monte; la prima corsa prova si poté svolgere già il 12 agosto 1895, fra le officine sociali di Sant'Ambrogio e la stazione di Varese Nord. Dopo una corsa inaugurale avvenuta la sera del 21 agosto, la linea fu attivata il 24 successivo fino a Robarello, e il 7 settembre fino alla Prima Cappella, all'inizio della passeggiata del Sacro Monte.
Il 15 giugno 1903 fu inaugurata la ferrovia della Valganna a cura della Società Anonima Varesina che serviva il medesimo impianto varesino, per l'occasione debitamente trasformato in stazione di diramazione. L'anno successivo la gestione della linea e dei relativi impianti passò alla Società Varesina per Imprese Elettriche (SVIE).
Dopo la seconda guerra mondiale il calo del traffico dovuto alla diffusione dell'autotrasporto e un orientamento politico allora non favorevole al trasporto su ferro condussero alla chiusura di entrambi gli impianti, avvenuta il 31 agosto 1953 per la tranvia e 28 febbraio 1955 per la tratta ferroviaria Varese-Ghirla.